# Helicteres rhynchocarpa
Helicteres rhynchocarpa är en malvaväxtart som beskrevs av W. V. Fitzg.. Helicteres rhynchocarpa ingår i släktet Helicteres och familjen malvaväxter. Inga underarter finns listade i Catalogue of Life.